# Orthopha
Orthopha là một chi bướm đêm thuộc họ Noctuidae.